# Gartenlaube

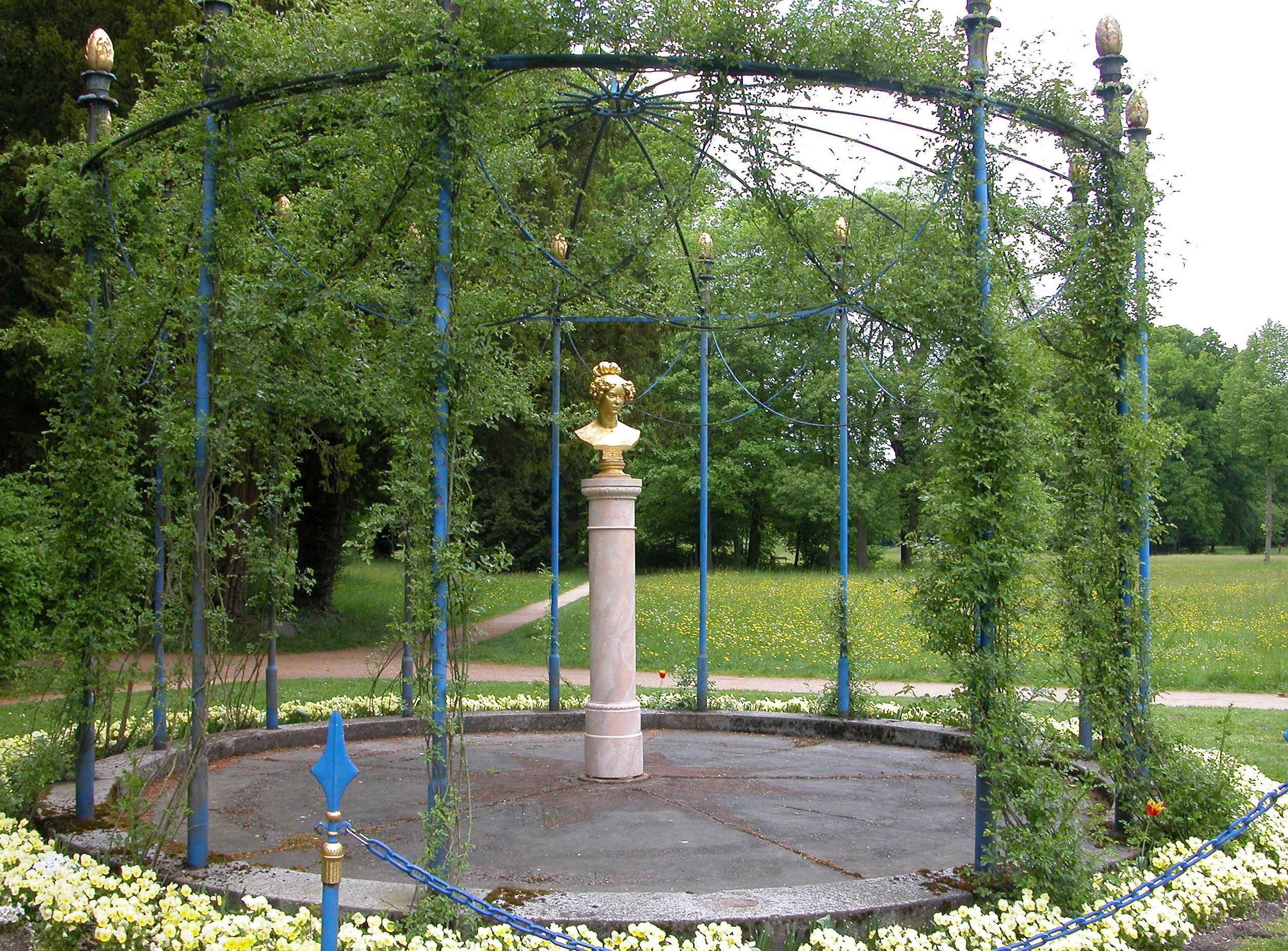
Rosenlaube im Fürst-Pückler-Park in Branitz

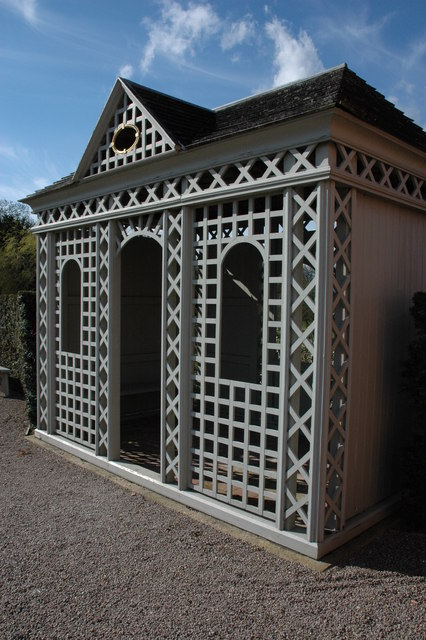
Gartenlaube des Gutshauses Hanbury Hall (Großbritannien)

Eine Gartenlaube ist ein kleines, offenes Gebäude, welches meist aus Holz oder Gusseisen besteht und es erlaubt, sich – vor Sonne oder Regen geschützt – im Freien aufzuhalten. Besondere Verbreitung fand sie im 19. und frühen 20. Jahrhundert, wobei sie stilistisch an den sog. Kiosk angelehnt ist, der im 18. Jahrhundert mit den englischen Landschaftsgärten in Mode kam. Im Gegensatz zur Pergola, die sich in der Regel als Anbau an ein anderes Bauwerk anlehnt, steht die Laube immer frei.
Bei symmetrischem Aufbau wird eine Gartenlaube auch als Pavillon bezeichnet. In der Umgangssprache sowie im deutschen Bundeskleingartengesetz wird gelegentlich das Gartenhaus auch Gartenlaube genannt. Dient es vor allem der Lagerung von Gartengerät und -material, so wird es eher Geräteschuppen genannt. Sprachgebrauch und Benennung sind mitunter fließend.
Nach der Gartenlaube war die von 1853 bis 1944 erscheinende Zeitschrift Die Gartenlaube, begründet von dem liberalen Verleger Ernst Keil, benannt.

## Wortbedeutung
Das Wort Laube entwickelte sich aus dem mittelhochdeutschen loube = Vorbau; Gang; Speicher, althochdeutsch louba = Schutzdach, Hütte, ursprünglich = aus Laub gefertigtes Schutzdach. Die weitere Herkunft ist ungeklärt.
Nach der Volksetymologie beinhaltet Laube einen Ort im Freien, der von Spalieren aus Holz oder Metall umgeben ist, die mit blättertragenden Pflanzen bewachsen sind, und bezeichnet in dieser Bedeutung eine durch Laub geschützte und schattenspendende Nische (bzw. Platz), die als ruhiger Sitzplatz geeignet ist.

## Einzug in die Städte
Den Erholungs-Aspekt der solcherart entstandenen Gartenlauben griffen die vermögenden Bewohner der Städte auf. Weil in den Straßenschluchten nicht genug Grünfläche zur Verfügung stand, errichteten sie ihre Gartenhäuschen auf den Gehöften der eigentlichen Wohnbauten. Meist handelte es sich dabei um eine verkleinerte Kopie des Haupthauses, die – wie ihr landschaftsgärtnerisches Vorbild – als kurzfristig zu belegender Rückzugsort konzipiert war.

## Anregung für spätere Kleingärten
Die temporär genutzten Gebäude inspirierten den Leipziger Arzt Moritz Schreber zur Anlage von Rasenflächen, die ausschließlich der Erholung dienen. Doch erst sein Freund Ernst Innocenz Hauschild und dessen Mitarbeiter Karl Gesell setzten den Plan schließlich in die Tat um: Sie kauften Grundstücke vor den Toren der Stadt, teilten deren Fläche in mehrere Parzellen und verpachteten diese an die weniger wohlhabenden Bewohner der zahlreichen Mietskasernen. Die Nutzung der so entstandenen Kleingärten war an Auflagen wie den Anbau von Obst oder Gemüse bzw. die Unterhaltung einer Grünfläche gebunden. Dadurch sollte den Städtern die Möglichkeit zur gesunden Ernährung und zur Erholung gegeben werden.

## Nutzung als Geräteschuppen
Die für das landwirtschaftliche Tun benötigten Geräte wurden in einem eigens dafür errichteten Verschlag deponiert – welcher gleichzeitig als Unterschlupf bei Regenwetter oder großer Hitze genutzt werden konnte. Damit kehrte die Gartenlaube via Umweg über die Städte an ihren eigentlichen Bestimmungsort zurück.
Bis heute dienen die Häuschen hauptsächlich der Lagerung von Werkzeug, Gartengeräten oder Vorräten aus eigener Ernte. Vielfach werden sie jedoch auch zur Gestaltung der Freizeit oder als Ferieneinrichtung genutzt. In diesem Zusammenhang bestehen Unterschiede zwischen einer Gartenlaube auf dem eigenen Grundstück und einem Gebäude im Kleingartenverein.